# ليو كانو
ليو كانو (بالبرتغالية: Leonardo Medeiros da Silva‏) (14 يناير 1988 ببورتو أليغري في البرازيل - ) هو لاعب كرة قدم برازيلي في مركز الدفاع. لعب مع نادي بنفيكا ونادي بونتي بريتا ونادي بيلينينسش وEsporte Clube São José ‏ وEsporte Clube Cruzeiro ‏ وEsporte Clube Taubaté ‏ وGrêmio Esportivo Osasco ‏ ونادي ناوتيكو ونادي ساو خوسيه.

## وصلات خارجية
- ليو كانو على موقع قاعدة بيانات كرة القدم.إي يو (الإنجليزية)
- ليو كانو على موقع Soccerway.com (الإنجليزية)